# Guerrilla gardening

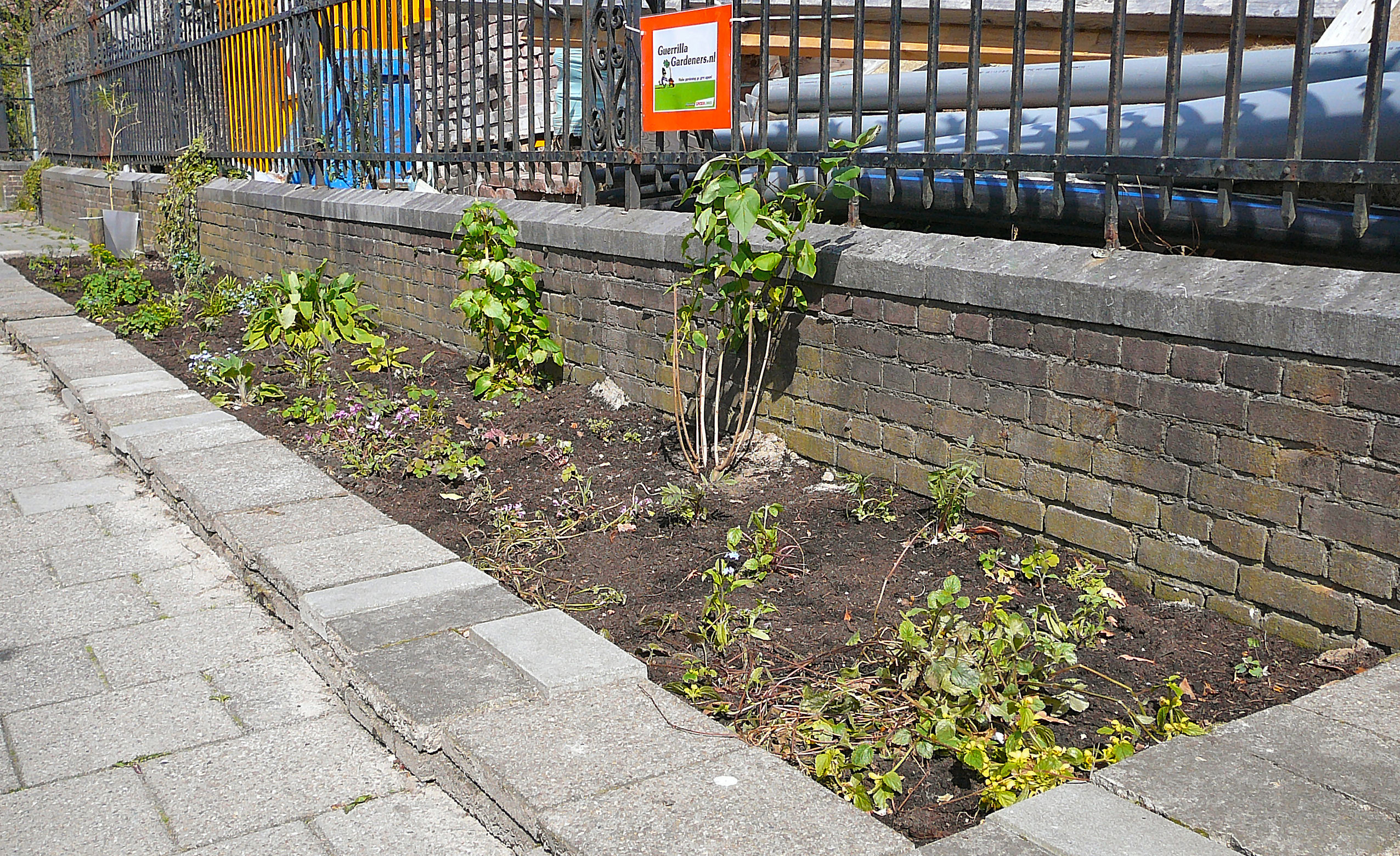
Een tuintje van guerrilla gardeners

Guerrilla gardening is een activiteit die erop is gericht om meer groen in stedelijke omgevingen te realiseren. Dit wordt bereikt door met behulp van kortdurende acties tuintjes aan te leggen op plekken in steden met weinig of geen groen.
In verschillende landen zijn er organisaties actief in guerrilla gardening.